# Supercopa de Kuwait
La Supercopa de Kuwait es un partido de fútbol anual organizado por la Federación de Fútbol de Kuwait desde 2008. Esta competición sirve como apertura de temporada y se juega entre el campeón de la Liga Premier de Kuwait y el vencedor de la Copa del Emir de Kuwait de la temporada anterior.

## Palmarés
| Temporada | Campeón      | Resultado        | Finalista    | Sede de la final                     |
| --------- | ------------ | ---------------- | ------------ | ------------------------------------ |
| 2008      | Al-Arabi SC  | 1 - 0            | Al-Kuwait SC | Estadio Sabah Al Salem               |
| 2009      | Qadsia SC    | 4 - 1            | Al-Kuwait SC | Estadio Mohammed Al-Hamad            |
| 2010      | Al-Kuwait SC | 3 - 1            | Qadsia SC    | Estadio Al Kuwait Sports Club        |
| 2011      | Qadsia SC    | 1 - 0            | Kazma SC     | Estadio Mohammed Al-Hamad            |
| 2012      | Al-Arabi SC  | 2 - 1            | Qadsia SC    | Estadio Al Kuwait Sports Club        |
| 2013      | Qadsia SC    | 3 - 1            | Al-Kuwait SC | Estadio Ali Al-Salem Al-Sabah        |
| 2014      | Qadsia SC    | 3 - 2            | Al-Kuwait SC | Estadio Ali Al-Salem Al-Sabah        |
| 2015      | Al-Kuwait SC | 3 - 1            | Qadsia SC    | Estadio Ali Al-Salem Al-Sabah        |
| 2016      | Al-Kuwait SC | 2 - 2 (3-2 pen.) | Qadsia SC    | Estadio Jaber Al-Ahmad               |
| 2017      | Al-Kuwait SC | 0 - 0 (5-4 pen.) | Qadsia SC    | Estadio Jaber Al-Ahmad               |
| 2018      | Qadsia SC    | 2 - 1            | Al-Kuwait SC | Estadio Sabah Al Salem               |
| 2019      | Qadsia SC    | 1 - 0            | Al-Kuwait SC | Estadio Internacional Jaber Al-Ahmad |
| 2020      | Al-Kuwait SC | 1 - 0            | Al-Arabi SC  | Estadio Internacional Jaber Al-Ahmad |
| 2021      | Al-Arabi SC  | 1 - 1 (4–2 pen.) | Al-Kuwait SC | Estadio Internacional Jaber Al-Ahmad |
| 2022      | Al-Kuwait SC | 2 - 1            | Kazma SC     | Estadio Internacional Jaber Al-Ahmad |
| 2023      | Al-Kuwait SC | 2 - 1            | Kazma SC     | Estadio Al Kuwait Sports Club        |
| 2024      | Al-Kuwait SC | 2 - 1            | Qadsia SC    | Estadio Internacional Jaber Al-Ahmad |

## Títulos por club
| Club         | Campeón | Años campeón                                   |
| ------------ | ------- | ---------------------------------------------- |
| Al-Kuwait SC | 8       | 2010, 2015, 2016, 2017, 2020, 2022, 2023, 2024 |
| Qadsia SC    | 6       | 2009, 2011, 2013, 2014, 2018, 2019             |
| Al-Arabi SC  | 3       | 2008, 2012, 2021                               |